# Paul Suter (Geograph)
Paul Suter (* 17. August 1899 in Oberdorf BL; † 20. Oktober 1989 in Reigoldswil) war ein Schweizer Lehrer, Geograph und Heimatforscher.

## Leben
Nach dem Besuch der Primarschule seiner Heimatgemeinde und der Bezirksschule Waldenburg besuchte er das Realgymnasium in Basel, erwarb das Primarlehrerpatent des Kantons Basel-Stadt. Später studierte er in Basel und Lausanne Deutsch, Französisch, Englisch und Geschichte und absolvierte das Bezirkslehrerexamen des Kantons Solothurn. 1925 legte er an der naturwissenschaftlichen Fakultät der Universität Basel die Dissertation: Beiträge zur Landschaftskunde des Ergolzgebietes vor.
Von 1947 bis 1964 war Suter Rektor der Sekundarschule Reigoldswil. Neben zahlreichen Ehrenämtern forschte er zur Geschichte seiner Heimat. Er gab ab 1936 die Reihe Baselbieter Heimatblätter heraus. 1942 folgte als Jahrbuch das Baselbieter Heimatbuch. Er war Präsident der Kommission «Quellen und Forschungen zur Geschichte und Landeskunde des Kantons Basel». Daneben schrieb er Aufsätze und Beiträge in Zeitungen. Zusammen mit Willy Stäheli und dem Volkskundler und Schriftsteller Eduard Strübin gab Suter 1976 das Buch «Baselbieter Sagen» im Verlag Basel-Landschaft heraus.
Die Gemeinde Reigoldswil ernannte Suter zum Ehrenbürger. Suter war der Vater von Peter Suter (1929–2015).

## Werke (Auswahl)
- 1952 Die Gemeindewappen des Kantons Baselland
- 1976 Baselbieter Sagen (zusammen mit Willy Stäheli und Eduard Strübin)
- 1987 Heimatkunde Reigoldswil (mit anderen)
- 1926–1930 Die Flurnamen von Reigoldswil, doi:10.5169/seals-676697#26